# シリヴェストル・トドリヤ
シリヴェストル・“シリヴァ（シリヤ）”・ヤセーヴィチ・トドリヤ（ロシア語: Сильвестр (Сильва / Силия) Ясевич Тодрия、1880年1月16日 - 1936年6月8日）、民族名シリビストロ・“シリア”・エセス・ゼ・トドリア（グルジア語: სილიბისტრო (სილია) ესეს ძე თოდრია）は、グルジア人のボリシェヴィキ政治家・作家。ロシア語で名はシリビストロ (Силибистро)、父称はイセーヴィチ (Исеевич) とも。

## 生涯
1880年1月16日（ユリウス暦4日）、ロシア帝国クタイス県ヤネウリの極貧の農家に生まれた。1901年にロシア社会民主労働党に入党し、同年から1915年までバクーで党の地下出版局を指導した。バトゥム、モスクワ、サンクトペテルブルク、ヴィボルグなど各地の党出版所で活動し、『フペリョード』・『プロレタリー』紙の、1915年にはチフリスで『ブルゾーラ』(ru)・『カフカースキー・ラボーチー』(ka) 両紙の発行に関わる。1901年のバトゥム印刷労働者ストや1905年のモスクワ十二月蜂起にも参加している。帝政時代に7回、グルジア民主共和国時代に2回の逮捕を経験している。
1917年にはボリシェヴィキ・チフリス委員会およびカフカース地方委員会のメンバーに就き、同年からユーモアと風刺に特化した政治作家としての活動を始めた。1920年のコミンテルン第2回大会にも出席し、グルジア社会主義ソビエト共和国の成立後は1921年2月26日から6月10日まで初代チフリス革命委員会議長を務めた。同年から翌1922年まで社会保障人民委員、1922年に農業人民委員、1924年から1927年まで全グルジア中央執行委書記、同年から1929年まで労働人民委員、同年から1933年まで再度全グルジア中央執行委書記に就いた。作家としてはグルジア・プロレタリア作家協会の創立者・会長として風刺雑誌『クロコディル』編集者・寄稿者となり、1930年からは『メブルゾリ・ウグメルト』誌編集者として反宗教宣伝の先鋒に立った。
ソビエト連邦中央執行委メンバー、1933年2月28日からザカフカース社会主義連邦ソビエト共和国中央執行委書記ともなったが、在職中の1936年6月8日にトビリシで死去し、同地のムタツミンダ・パンテオンへ葬られた（共産主義者としてはシモン・ジュゲリ (ka) に続いて2番目の被葬者）。トドリヤの名はトビリシの通りに付けられた。しかし、トドリヤの遺体はフィリップ・マハラゼ、ミハ・ツハカヤとともに、1989年末にフダドフの森 (ka) に改葬された。